# 索爾威太空人

吉姆·坦普爾頓被指有「太空人」的相片的其中一部分

索爾威太空人（英語：Solway Spaceman），也稱作索爾威灣太空人（Solway Firth Spaceman）或坎伯蘭太空人（Cumberland Spaceman） ，是英國消防員、攝影師和當地歷史學家吉姆·坦普爾頓（Jim Templeton，1920年2月13日－2011年11月7日）於1964年拍攝的照片中的人物。該張相片攝於鄰近英國坎布里亞郡伯格拜桑德玆附近、俯瞰索爾威灣的伯格沼澤地（Burgh Marsh）。坦普爾頓聲稱這照片出現了一個穿著太空衣的人物，並堅持認為拍攝照片時除了其女兒之外沒有其他人在場。照片在當代的報章上廣泛轉載，亦引起許多UFO研究者的注意。經外界分析後得出的結論認為，該「太空人」為坦普爾頓的妻子，在相機鏡頭前背對站著，而衣服顯示白色的原因則是過度曝光。

## 照片
1964年5月23日，一位來自坎伯蘭郡卡萊爾（現坎布里亞郡）的消防員吉姆·坦普爾頓與其家人在伯格沼澤地一天遊，並在該處為他的五歲女兒拍了三張照片。坦普爾頓稱那天除了他們一家人之外，就只看到過一對坐在位處沼澤地遠處的車內的老婦人。他在2002年給《每日郵報》的一封信中表示：「我以同樣的姿勢拍了我女兒伊麗莎白（Elizabeth）三張照片，當照片沖印回來後，我震驚了，因為第二張的背景中有一位看起來是『太空人』的人物」坦普爾頓堅持認為在照片沖洗出來後才見過這位人物，而柯達的分析師亦證實該照片沒有任何偽造成分存在。

## 對「太空人」的解讀
根據UFO作家大衛·克拉克在2014年於BBC上的說法，照片中的「太空人」很有可能是當天也在場，並出現在當天其他照片上的坦普爾頓的妻子——安妮（Annie）。「我想是因為某種原因，安妮走進鏡頭內，而坦普爾頓沒有發現她，這是因為當時的相機需要通過取景器捕捉畫面，但取景器只會顯示70%的真實相片面積。」克拉克表示。安妮·坦普爾頓在當天留著金色短髮和身穿淺藍色連身裙，並在過度曝光的情況下分別變成黑色和白色；而在使用照片軟件把照片的對比度降低後，該「太空人」看起來便像是一位普通的人類。因為它的影響，克拉克表示：「再過五十年，人們還是會談論這件事。」

## 媒體的關注
坦普爾頓在2002年表示：「我把照片帶到了卡萊爾的警察局，他們對此進行了多番調查，都表示照片沒有任何可疑之處。當地的報紙《坎伯蘭新聞》（Cumberland News）跟進了這件事，並在幾個小時之內傳達世界各地。那照片絕對不是偽造的，而我與其他人一樣都對照片背景中出現的人物感到茫然。四十年來，這照片一直屬於公共領域，我也收到許多來自世界各地的信件，它們都各自闡釋自己對索爾威太空人的看法或觀點，但大多對我來說都是沒有意義的。」坦普爾頓也說在照片公開後，有兩位聲稱來自政府的男子找上了自己，但他們卻拒絕出示身份證明。坦普爾頓帶兩位「政府人員」到拍攝地點並稱沒看過該「太空人」後，他們便憤而離開，留下自己走路回家。在1964年9月，坦普爾頓把他們當作一場騙局而不再去想，並說：「這一切看起來就像是惡作劇，我肯定他們不是國家安全機關的人。」
在BBC Look North的採訪和給《每日郵報》的信中，坦普爾頓還表示南澳洲伍麥拉試驗場的藍條紋遠程彈道飛彈發射測試被中止，是因為兩位男子的出現在試驗場內，他斷言該試驗場的技師於澳洲的報紙上看到索爾威太空人的照片後，認為闖進發射場地的兩位男子與索爾威太空人一模一樣。因應UFO研究者想知道當局是否對照片有興趣的請求，一位英國國防部的官員表示他們對坦普爾頓的照片沒有興趣。

## 外部連結
- Story, Chris. "Suspected UFO sighting leads to Cumbria hotspot claim."，《News & Star》（2009年2月25日）